# 大屯山
大屯山（だいとんざん）は、台湾台北市西北端に位置する標高1,093mの火山である。大屯火山群に属し、山域は陽明山国家公園に指定されている。日本統治時代に大屯山、観音山 (新北市)一帯を大屯国立公園に指定されていた。